# Ducatul Curlandei și Semigaliei
Ducatul Curlandei și Semigaliei a fost o formațiune politică rezultată din secularizarea și adoptarea luteranismului de către ordinul livonian în secolul al XVI-lea. Desființarea Ordinului Livonian a dus la formarea acestui ducat în sud-vestul letoniei de astăzi, ducat care a fost la început vasal al Lituaniei, după care a fost încorporat în Uniunea Polono-Lituaniană. Ducatul Curlandei a fost ocupat în secolul al XVIII-lea de Imperiul Rus, care a transformat teritoriul respectiv în gubernie.